# Durango (España)
Durango es un municipio de Vizcaya, en la comunidad autónoma del País Vasco en España. Ubicado en la comarca del Duranguesado, cuenta con una superficie de 10,79 km² y una población de 29 887 habitantes (INE 2024). Se considera, por actividad económica y número de habitantes, la población más importante del territorio histórico vizcaíno después de las varias que conforman el Gran Bilbao. Ostenta los títulos de «Muy Noble y Muy Leal a la Corona Real villa de Durango».

## Toponimia
Aunque se ha dicho que Durango procede del euskera Urango, con la d' que se usaba en la Edad Media como «de», es decir Valle D'Urango hoy en día este étimo no es considerado válido por la comunidad académica. El apellido Uranga procedería de Urangoa, es decir Urango-a. Urango significa valle o dehesa acuosa Ur ('agua') ango = angio 'Valle, llano, dehesa'. Existe el apellido Urango, que apoya esta etimología.
Julio Caro Baroja sugirió que el topónimo Durango podría derivarse del topónimo latino Duranicus, surgida a su vez del nombre personal Duranius. Este nombre personal estaría detrás de otro topónimo vasco como Durana.
Originalmente Duranicus habría hecho referencia a una posesión de Duranius, un ager Duranicus, por ejemplo. La evolución del topónimo habría sido Duranicus → Duranigo → Durango.
Son diversas las opiniones respecto al topónimo Durango. Alfonso Irigoien estima que: "es a todas luces de formación altomedieval, época en la que estaba vigente como antropónimo en la forma Duranco". Otros autores consideran que sería una derivación de Urazango y Justo Gárate propone que sería una forma evolucionada del nombre Padurango.
En la Edad Media, el nombre Durango hacía referencia a toda una comarca y fue una entidad política diferente a la de Vizcaya. A partir de 1212 Durango queda integrada en Vizcaya como una de sus merindades, aunque manteniendo sus propias instituciones particulares.
En una fecha indeterminada de la Edad Media (probablemente inicios del siglo XIII) se funda la villa de Tavira de Durango en su territorio. En la confirmación del fuero de la villa por parte del infante don Juan (1372) se la denomina Villanueva de Tavira de Durango. Tavira pasaría a ser conocida como Villanueva de Durango posteriormente y este nombre se mantendría hasta el siglo XVI, cuando la villa pasa a ser conocida como Durango a secas. En castellano se denomina Villanueva (Uribarri en euskera) a la advocación de la iglesia. Paralelamente la Merindad de Durango pasa a ser conocida como Duranguesado, nombre que sigue recibiendo actualmente.

## Geografía
Con una superficie de 10,79 km², Durango ocupa un espacio abierto en la orilla izquierda del río Ibaizabal. Hacia el sur, un pequeño anticlinal, comprimido y fracturado, con las capas casi verticales, ha dado origen a una crestería que continúa hacia el este por las cimas conocidas como peñas del duranguesado (Alluitz, Anboto, Mugarra, Oiz, Saibi, Gaianda). Dentro del municipio destacan la Peña de Mugarra (969 metros) cuya cima se encuentra realmente en el municipio aledaño de Izurza, y el monte Neberondo (453 metros), que forman un pequeño macizo calizo con numerosas formaciones de tipo kárstico.
El río Ibaizabal, a su paso por el municipio, recibe el caudal del río Mañaria, que atraviesa de norte a sur el municipio, y del arroyo Larrinagatxu.
Por lo que se refiere a geografía política, Durango limita, comenzando por el norte y siguiendo en sentido horario, con: Yurreta, Abadiano, Izurza, Mañaria, Dima y Amorebieta-Echano.

## Historia

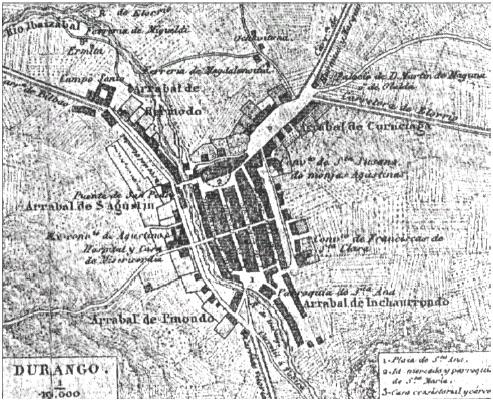
Mapa de Durango en 1857

La villa llamada Tabira de Durango y posteriormente Villanueva de Durango y actualmente Durango, no cuenta con Carta Puebla como las otras villas vascas, pero los historiadores suelen situar la fecha de su fundación a comienzos del siglo XIII, con una confirmación del fuero en 1372 por parte del infante don Juan. Aunque en la Crónica de Ibargüen y de Cachopín del siglo XVI dice que 

Sancho VI de Navarra nombrado el Sabio y de otra manera, el Valiente, dio fueros a la villa de Durango que agora es Vizcaya que entonces hasta el lugar de Navarra del pueblo e anteiglesia de Hechano de la merindad de Çornoça hera suyo...

Sancho VI de Navarra reinó entre 1150 y 1194.
Tabira, sería el nombre del núcleo primitivo y Durango el de la merindad. Así es nombrada en la confirmación del fuero en 1372 y se sabe que hasta el siglo XVI se la nombraba como Villanueva de Durango. En el escudo aparece la referencia a Tabira en recuerdo al origen de esta villa.
Durango, como la Merindad de Durango, formó parte del reino de Navarra hasta el año 1200 que es incorporada, definitivamente, al reino de Castilla. Doce años después es cedida, como compensación por los servicios prestados en la Batalla de Las Navas de Tolosa, al Señor de Vizcaya Diego López II de Haro.
El núcleo urbano original se sitúa entre las iglesias de Santa María de Uríbarri y Santa Ana, y ha conservado su estructura original formada por tres calles paralelas (calle de Yuso o Barrenkalea, calle del Medio o Artekalea y calle de Suso o Goienkalea), ampliándose después con la calle Nueva o Kalebarria, y atravesadas por una Transversal. Rodeadas por una muralla estaban situadas las puertas de Kurutziaga, San Pedro, San Juan, San Martín, Nuestra Señora de la Piedad y Santa Ana, que aún perdura..
Las guerras de bandos tuvieron, durante la Edad Media, presencia activa en la villa. Las diferentes casas nobles que dominaban la merindad se inclinaron unas por el bando gamboíno y otras por el oñacino. Durante todo el siglo XV la villa se ve envuelta en los diversos avatares producidos por las luchas banderizas entre las familias de los Ibarguen, Zaldibar y Unzueta. En esta época se construyen las casas-torre banderizas de las que apenas hay vestigios y entre las que se pueden destacar las de Arandoño, Asteiza, Echevarría, Láriz, Monago y Otalora. Se reciben las visitas de los reyes de Castilla Enrique III (1393) y Enrique IV (1457), así como la de la reina Isabel la Católica (1483) que se hospeda, según consta en el archivo municipal, en la Torre de Lariz. Durante esta visita jura los fueros de la merindad y de la villa.
La villa no llegó a formar nunca parte de la Merindad de Durango ya que ésta estaba compuesta por las anteiglesias, es decir, por los vecinos acogidos al fuero de la Tierra Llana de Vizcaya y que se reunía en su sede de Guerendiaga en la vecina población de Abadiano. La villa, que se regía por el fuero común, tenía su representación en las Juntas de Guernica.
Uno de los hechos más conocidos de su historia es el de los llamados Herejes de Durango, que entre 1442 y 1444 fueron instigados por el fraile franciscano fray Alonso de Mella, quien llegó a promulgar la comunidad de bienes y mujeres. Más de cien de sus seguidores fueron condenados a muerte y quemados públicamente en la calle Kurutziaga. Como monumento expiatorio de la herejía, se alzó la cruz del mismo nombre.
Los sucesos más importantes del siglo XVI están asociados a desgracias que acontecen en la villa. Así, en 1517 Durango se ve asolado por una terrible epidemia de peste que causa una gran mortandad entre los vecinos. En 1544 se produce un violento aluvión que inunda gran parte de la villa. Posteriormente, el 11 de marzo de 1554 la villa padece un gran incendio que, habiendo comenzado en Artekalea, convierte en ceniza todos los edificios construidos en madera, que eran la inmensa mayoría. Incluso en 1597 se vuelve a dar una nueva epidemia de peste. De este siglo data también la construcción de la Casa-Ayuntamiento de Durango realizada en gran parte por el maestro cantero Bernabé de Solano.
El desarrollo económico de la villa de Durango estaba basado en el comercio y la industria. El comercio se desarrolló por ser punto importante en una de las rutas que unían Castilla con los puertos de la costa, mientras que la industria se basaba en la producción de las ferrerías y herrerías, así como en una pujante actividad pañera.
En 1785 se procede a la construcción del frontón, uno de los importantes del país.
Los franceses entran en Durango en julio de 1795 y lo evacuan poco después tras la capitulación y neutralidad subsiguiente. Posteriormente, durante la guerra de la Independencia, la villa y el resto del país volverán a ser ocupados por los franceses. Por orden de ellos se derriba la iglesia de la Magdalena y se hace en su lugar un cementerio.

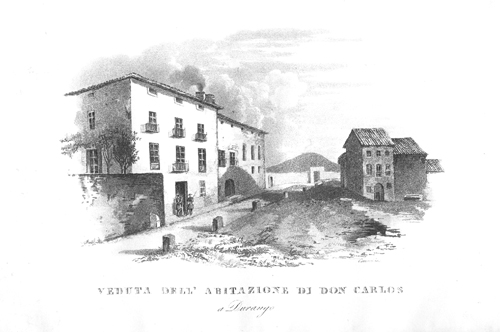
Casa de don Carlos en Durango en el año 1837 (dibujo de Isodoro Magués).

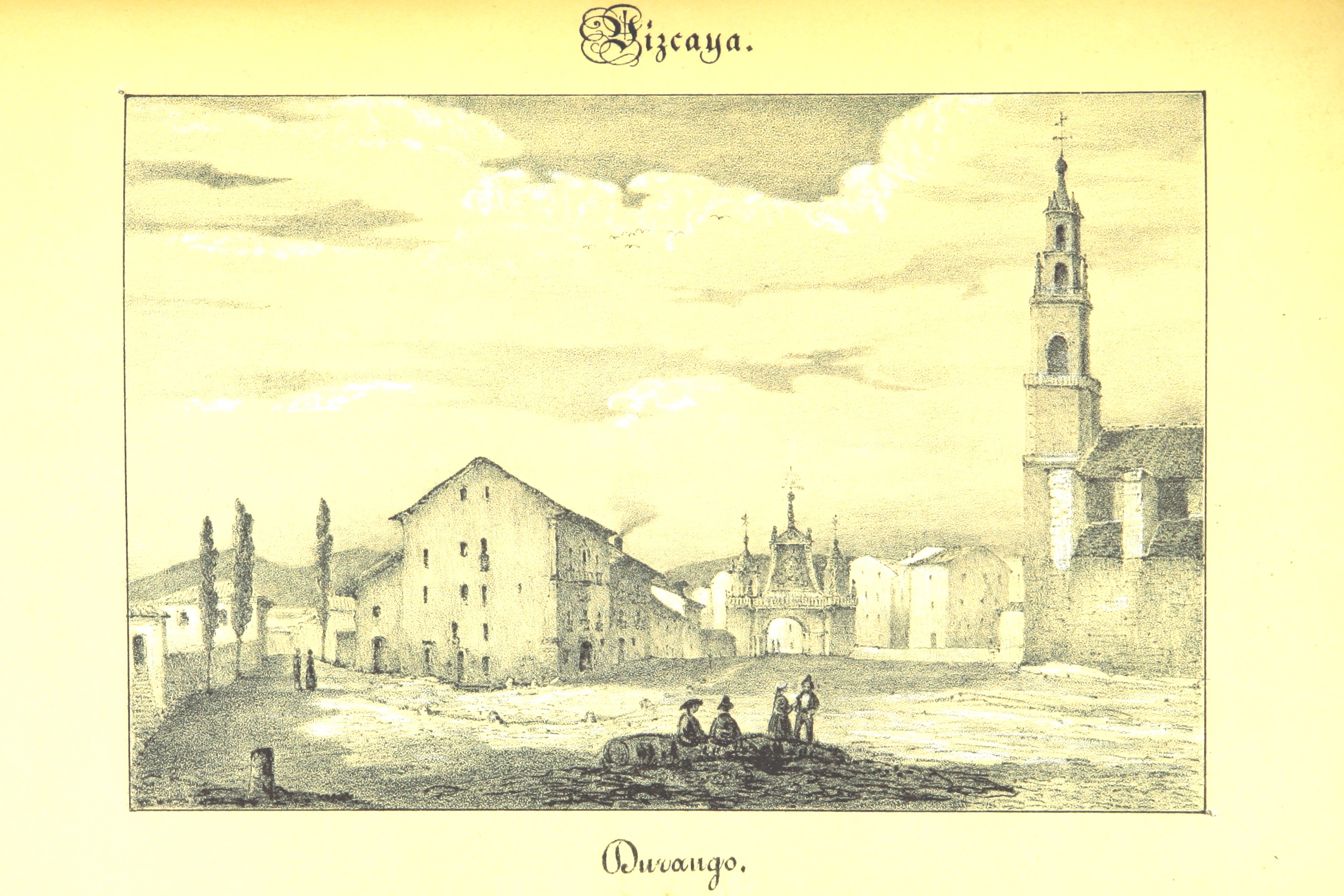
Vista de la localidad en la primera mitad del

Durante la primera guerra carlista fue corte de Don Carlos. Carlos María Isidro. Famoso en esta guerra fue el llamado Decreto de Durango por el que se ordenaba fusilar a los combatientes extranjeros hechos presos por las tropas carlistas, desoyendo el Convenio Lord Eliot. También fue ocupada por los carlistas durante la segunda carlistada pero más tarde las tropas liberales entran en la villa sin encontrar la menor resistencia.
En 1882, se inaugura el ferrocarril de Bilbao a Durango que significará más adelante un gran impulso para la economía de la villa al convertir a Durango en un punto referencial de lo que sería la red vasca de ferrocarriles, haciendo de la villa estación término del Ferrocarril Central de Vizcaya, que unía Bilbao con Durango, y luego inicio de la línea de Durango a Zumárraga (donde conectaba con la línea del Ferrocarril del Norte, Madrid-Francia) y del ramal Durango-Arrazola-Elorrio.

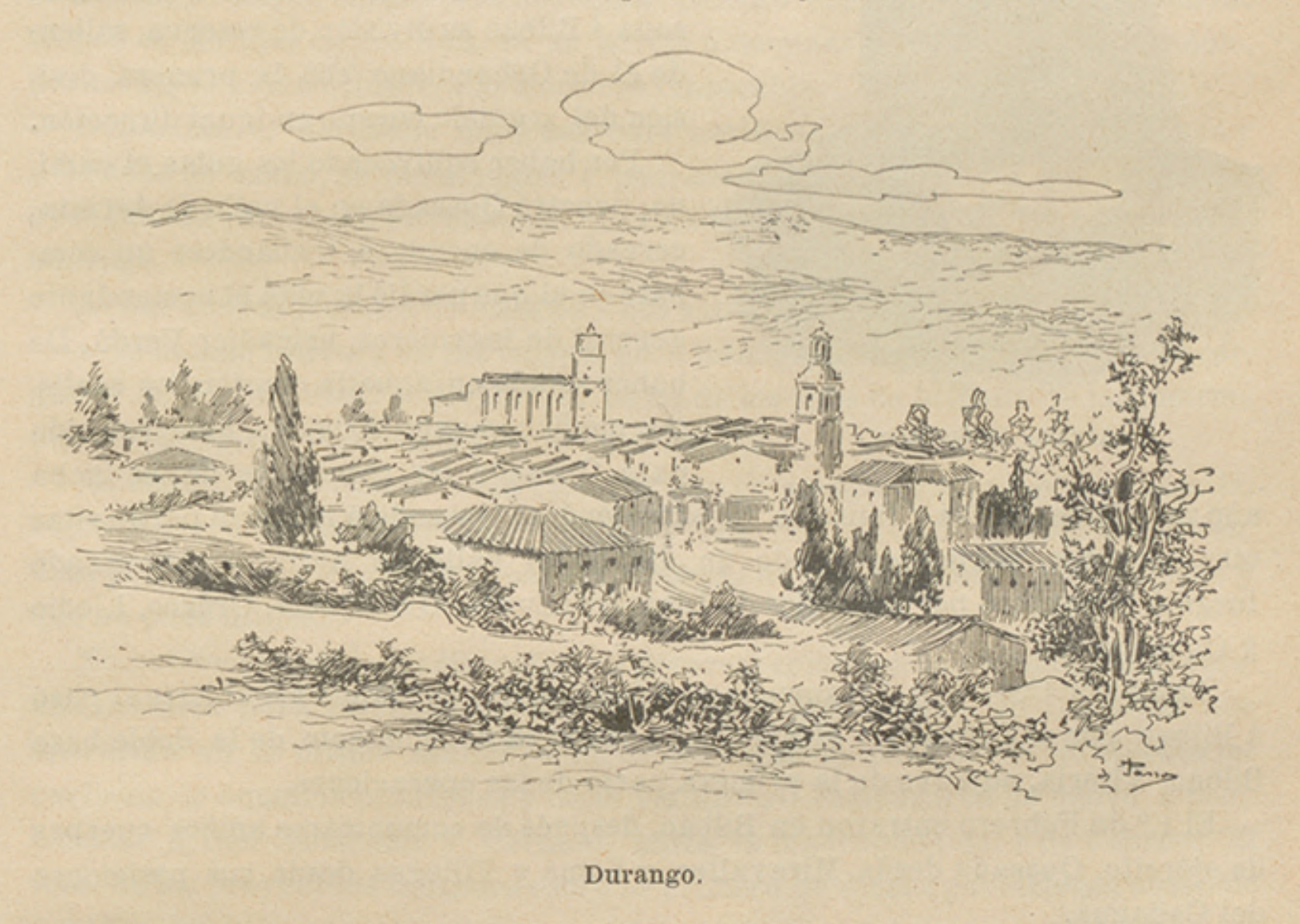
Durango en Historia de España en el siglo XIX

En el año 1861 se acuerda la construcción de la traída de agua potable a la villa y la construcción de tres fuentes que sirvieran y facilitaran la distribución de la misma (las fuentes de Ezkurdi, Pinondo y Kurutzeaga). La traída se realizó desde los manantiales del monte Gallanda, pequeña elevación de 524 metros de altitud perteneciente al macizo del Oiz situado al norte del municipio en terrenos de Yurreta.
En 1886 se celebran en Durango las fiestas euskaras, acontecimiento cultural de gran importancia, en las que destacaron los concursos de bertsolaris y txistularis y, sobre todo, el certamen literario.

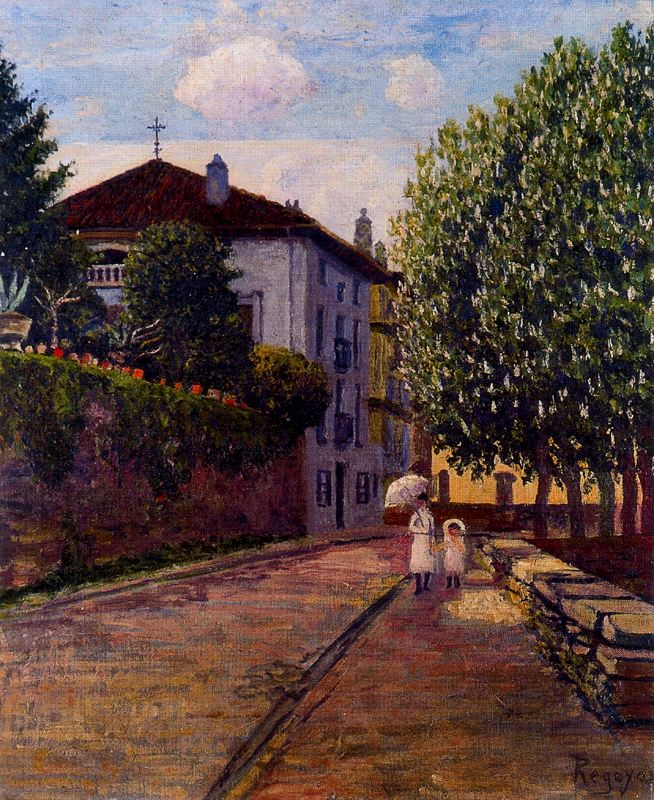
Calle de la localidad hacia 1905 en una pintura de Darío de Regoyos

### La anexión con Yurreta

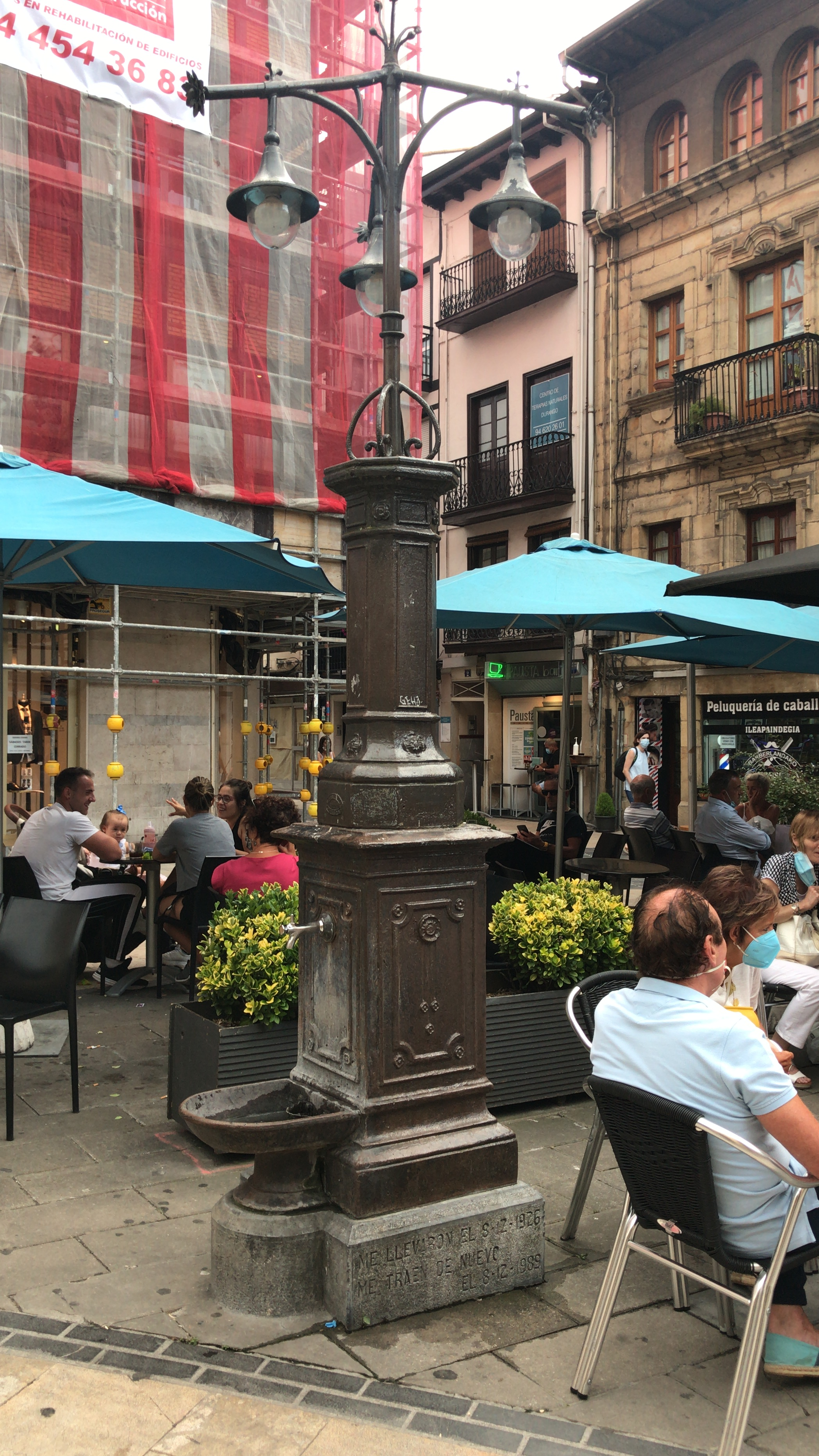
Fuente de Santa María, objeto simbólico de la anexión de Yurreta a Durango; en su base figura la leyenda "Me llevaron el 8-12-1926 y me traen de nuevo el 8-12-1989".

El siglo XX comienza con una época de florecimiento de la industria. Durante la dictadura de Primo de Rivera, el propio dictador viene a Durango e inaugura el mercado de abastos.
El 12 de noviembre de 1926, durante la dictadura de Miguel Primo de Rivera se anexiona a la anteiglesia de Yurreta con lo que la villa obtiene una relevante expansión territorial (Durango había sido fundada en terrenos de la anteiglesia) y aumenta su población en unas 2000 personas, aunque esta anexión fue  muy impopular y duramente rechazada por el vecindario de Yurreta, tal y como consta documentalmente, que siempre que pudo pidió la desanexión (en el periodo republicano se solicitó sin éxito el estatus de "Entidad Local Menor".
La desanexión se produjo el 1 de enero de 1990.
Los alcaldes de Durango y Yurreta, Celestino de los Ríos y Justo de Uribarrena, respectivamente, acordaron con motivo de la anexión instalar una fuente en terrenos de Landako que pertenecían a Yurreta, para abastecer de agua a las viviendas que se estaban construyendo en la zona, y finalizar las obras de la carretera a Goiuria. La cultura popular cuenta que la anexión se produjo por otras causas: el alcalde de Yurreta vio la fuente que al lado de la iglesia de Santa María tenían los de Durango. A él le quedaba lejos la fuente para coger agua y le propuso al alcalde de Durango que si ponía esa fuente en la plaza de la iglesia de Yurreta, se anexionaba ésta a Durango. Los de Durango colocaron la fuente en la plaza de Yurreta y anexionaron el pueblo. Cuando en 1990 se desanexionó la anteiglesia, los de Durango reclamaron su fuente y esta volvió a su lugar original el 8 de diciembre de 1989. Actualmente puede verse la fuente junto a la iglesia de Santa María de Durango (hoy reconvertida en basílica) con una inscripción en su base que dice, en euskara y castellano, "Me llevaron el 8-12-1926 y me traen de nuevo el 8-12-1989".

### Guerra civil
Ya en el siglo XX, después de las elecciones de febrero de 1936, los requetés de Durango hacen prácticas de guerrilla en Urquiola y se preparan para el golpe de Estado del 18 de julio. Una vez ejecutado el golpe militar el grupo de tradicionalistas durangueses, viendo que las fuerzas de la Guardia Civil no se suman al alzamiento armado, deciden pasar a territorio controlado por los insurrectos. Son detenidos el día 25 de julio. La defensa de la República es organizada por los partidos y sindicatos de izquierdas que forman el Comité de Defensa en Durango. El PNV se mantiene indeciso hasta el día 26. Se detiene a partidarios de los alzados y se ocupan el colegio de Jesuitas y los conventos de Santa Susana y San Antonio para establecer en ellos varios servicios de guerra.
El 25 de septiembre de 1936 Durango es bombardeada produciéndose 120 muertos y desencadenándose la represalia del fusilamiento de 22 detenidos por afinidad con los atacantes. El frente queda estabilizado en las cercanías de la comarca durante todo el otoño e invierno de 1936–1937. El 31 de marzo de 1937 Mola ordena el ataque general con el objetivo de la eliminación del frente norte. Ese mismo día se bombardea la villa. El bombardeo de Durango fue ejecutado por los aviones de la 214 escuadrilla del grupo 24 de bombardeo pesado Savoia 21 y cazas del tipo CR-32.
A las ocho y media de la mañana del día 31 de marzo, cinco bombarderos y nueve cazas llegan a los cielos de Durango descargando 80 bombas de 50 kg. En ese momento se celebraban actos religiosos en la iglesia de Santa María y en la del colegio de los Jesuitas. En el gran pórtico de Santa María hay mercado. Las bombas destruyen ambos templos causando muchos muertos entre los fieles así como en el convento de Santa Susana. A las 17:45 8 bombarderos y 15 cazas realizan una nueva acción en la que descargan sobre la villa 22 bombas de 100 kg y 54 de 50 kg. El segundo ataque tiene como objetivo la diagonal que va desde el cementerio a la calle Zeharkalea, zona muy transitada por la gente que acude a la identificación de las víctimas del bombardeo de la mañana. Los ametrallamientos de los cazas causan muchas bajas entre la población civil. Durango carecía de defensa antiaérea.
El día 2 de abril se vuelve a bombardear la villa en la que se encontraba una comisión internacional de Francia y Gran Bretaña estudiando los daños sufridos por el ataque anterior. El día 4 se vuelve a bombardear. Se calcula que se arrojaron sobre la villa de Durango unas 281 bombas que conforman un total de 14 840 kg de explosivos. Las víctimas mortales fueron 536, se destruyeron 71 edificios y otros 234 resultaron afectados, entre ellos varias iglesias y conventos.
El día 27 de abril se combate a las puertas de la villa por su lado este. Los ataques están formados por batallones de requetés y se extienden por la parte norte, de tal forma que se pretende aislar la población. Las tropas de defensa se retiran hacia Bilbao e intentan poner una línea de fuego en el barrio de Berna, ya a las afueras de Yurreta. Quedan en Durango algunos milicianos emboscados en los edificios que hacen frente a los tradicionalistas del Tercio de Montejurra que toman la villa el 28 de abril.
El 29 de julio se constituye el nuevo ayuntamiento nombrando alcalde a Adolfo Uribasterra que sustituye a Ramón Oralde que había ejercido esas funciones desde la entrada de los alzados contra la legitimidad republicana en la población.

### Posguerra y actualidad
Después del periodo de postguerra el Duranguesado, con Durango como capital comarcal, va sumándose a la industrialización del país. De la antigua tradición ferrona y textil, se va construyendo una infraestructura industrial relevante. La emigración de algunas industrias eibarresas que se asientan en el valle del Ibaizábal, así como la creación de empresas propias convierten a Durango en una población eminentemente industrial, destacando los sectores de la maquinaria de herramientas y del automóvil, con empresas avanzadas en I+D.
El desarrollo de la villa comienza a finales de la década de 1970 y toma un gran impulso a finales del siglo XX llegando a alcanzar una población de 28 000 habitantes, descontando ya los pertenecientes a la desanexionada Yurreta, y copando, prácticamente, todo el terreno edificable del que dispone el municipio. Es de reseñar como característica de esta época la gran afluencia de emigrantes a la villa de otras zonas de España menos industrializadas como Extremadura y Andalucía principalmente.

## Demografía
Cuenta con una población de 29 887 habitantes (INE 2024).
| Gráfica de evolución demográfica de Durango entre 1842 y 2021 |
| |
| Población de derecho según los censos de población del INE Población de hecho según los censos de población del INEEn estos censos se denominaba Tavira de Durango: 1857 y 1860 Entre el censo de 1930 y el anterior, crece el término del municipio porque incorpora a 48533 (Yurreta) Entre el censo de 1991 y el anterior, disminuye el término del municipio porque independiza a 48910 (Iurreta) |

Durango ha experimentado un crecimiento demográfico continuo, desde el año 1940 al amparo de las numerosas industrias instaladas en sus cercanías. Esta tendencia ha sufrido un estancamiento en la década de los 80 como consecuencia de la crisis económica. Este aumento, en gran medida, ha sido consecuencia de la llegada de inmigrantes de las zonas rurales del Duranguesado y comarcas litorales de Vizcaya, y sobre todo de otras regiones; hecho que explica la juventud de su pirámide de edades.

## Economía
La economía de Durango está basada en el sector secundario y es en gran medida industrial. Todavía mantiene cierto grado de actividad en le sector primario al tener algunas pequeñas explotaciones familiares. El sector de servicios ha experimentado un gran avance a finales del siglo XX y principios del XXI.
El sector primario, centrado en los barrios rurales, que son pocos por el escaso tamaño del área municipal, se mantiene una actividad familiar donde se producen productos destinados al consumo propio o a la venta en los mercados de la comarca. Es normal que esta actividad se realice como una actividad secundaria siendo la principal el trabajo en la industria bien ubicada en el propio municipio o en los vecinos.
El sector secundario, de gran desarrollo y protagonismo ocupa a la mayoría de la población activa y constituye la principal fuente de riqueza de la villa. La tradición del trabajo del hierro se remonta a tiempos de las ferrerías. Sus industrias, centradas en los transformados metálicos y en especial en la fundición están abandonando los escasos terrenos urbanos para ubicarse en los numerosos y nuevos polígonos industriales de los municipios de la comarca. Destacan empresas del sector de la máquina herramienta como Ona Electroerosión, de la ferretería, como Ferretera Vizcaína, fundición, como Fundiguel S.A. y el Centro de Investigación Metalúrgica Azterlan.
En el sector de servicios, como cabeza de comarca Durango centraliza los servicios administrativos, sanitarios y de enseñanza secundaría, bachillerato y formación profesional. Entre las escuelas de Formación Profesional tiene especial relevancia la de San José, fundada por los hermanos Maristas en el año 1904, denominada Maristak.
El comercio está desarrollado pero la influencia de la capital de la provincia, Bilbao, que está a 30 km de la villa hace que el comercio no tenga el auge que en otra ciudad de este rango tendría. La hostelería destaca por algunos buenos restaurantes y la proximidad de Bilbao ha ayudado en el establecimiento de algunos establecimientos hoteleros.

## Administración y política

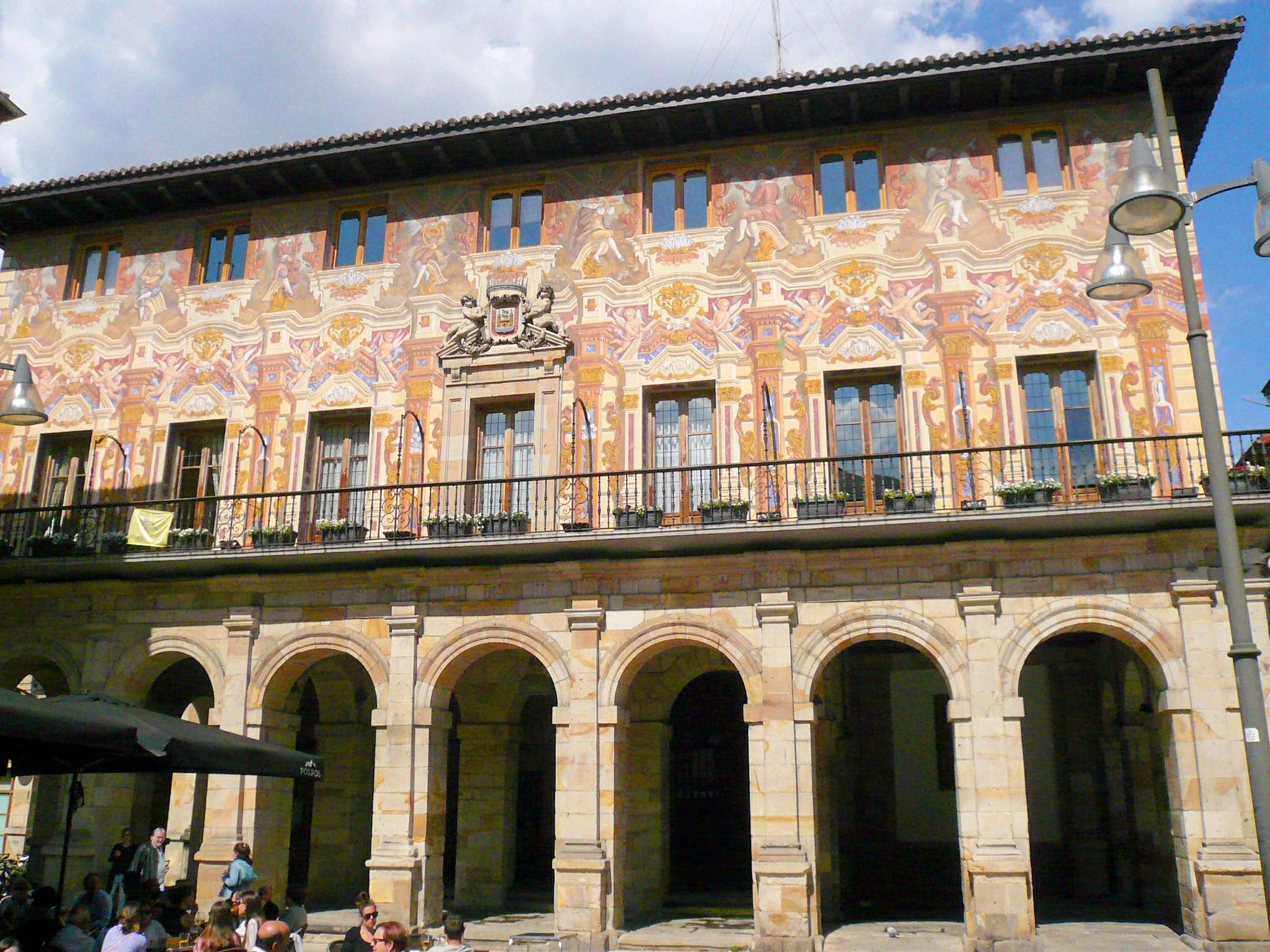
Ayuntamiento de Durango

| Periodo   | Nombre                           | Partido | Partido                                                      |
| --------- | -------------------------------- | ------- | ------------------------------------------------------------ |
| 1979-1983 | Francisco Zuricaray Mendilibar   |         | Euzko Alderdi Jeltzalea-Partido Nacionalista Vasco (EAJ-PNV) |
| 1983-1989 | Ander Salaberria Amesti          |         | Euzko Alderdi Jeltzalea-Partido Nacionalista Vasco (EAJ-PNV) |
| 1989-2003 | María Pilar Ardanza Uribarren    |         | Euzko Alderdi Jeltzalea-Partido Nacionalista Vasco (EAJ-PNV) |
| 2003-2008 | Juan José Ziarrusta Campo        |         | Euzko Alderdi Jeltzalea-Partido Nacionalista Vasco (EAJ-PNV) |
| 2008-2019 | Aitziber Irigoras                |         | Euzko Alderdi Jeltzalea-Partido Nacionalista Vasco (EAJ-PNV) |
| 2019-2023 | Ima Garrastatxu Urbaneja         |         | Euskal Herria Bildu (EH Bildu)                               |
| 2023-act. | Mireia Elkoroiribe Zenikaonandia |         | Euzko Alderdi Jeltzalea-Partido Nacionalista Vasco (EAJ-PNV) |

| Partido político                                              | 2023  | 2023       | 2023 | 2019  | 2019       | 2019 | 2015  | 2015       | 2015 | 2011  | 2011       | 2011 | 2007  | 2007       | 2007 |
| %                                                             | Votos | Concejales | %    | Votos | Concejales | %    | Votos | Concejales | %    | Votos | Concejales | %    | Votos | Concejales |      |
| Euskal Herria Bildu (EH Bildu)-Bildu                          | 37,83 | 5434       | 9    | 32,30 | 4970       | 7    | 31,29 | 4306       | 7    | 26,62 | 3650       | 6    | —     | —          | —    |
| Euzko Alderdi Jeltzalea-Partido Nacionalista Vasco (EAJ-PNV)  | 35,37 | 5081       | 8    | 35,26 | 5426       | 8    | 36,98 | 5089       | 8    | 33,92 | 4650       | 8    | 31,09 | 4099       | 7    |
| Partido Socialista de Euskadi-Euskadiko Ezkerra (PSE-EE PSOE) | 8,22  | 1182       | 2    | 10,01 | 1541       | 2    | 9,53  | 1312       | 2    | 13,14 | 1801       | 3    | 16,16 | 2131       | 4    |
| Herriaren Eskubidea (SQ-2D)                                   | 6,58  | 946        | 1    | 16,34 | 2515       | 4    | 13,39 | 1842       | 3    | —     | —          | —    | —     | —          | —    |
| Partido Popular del País Vasco (PP)                           | 6,13  | 881        | 1    | 4,53  | 697        | 0    | 6,98  | 960        | 1    | 10,95 | 1501       | 2    | 12,17 | 1605       | 3    |
| Aralar                                                        | —     | —          | —    | —     | —          | —    | —     | —          | —    | 10,02 | 1373       | 2    | 11,83 | 1559       | 2    |
| Ezker Batua-Berdeak (EB-B)                                    | —     | —          | —    | —     | —          | —    | —     | —          | —    | 3,39  | 465        | 0    | 5,28  | 696        | 1    |
| Eusko Abertzale Ekintza-Acción Nacionalista Vasca (EAE-ANV)   | —     | —          | —    | —     | —          | —    | —     | —          | —    | —     | —          | —    | 19,02 | 2531       | 4    |

## Cultura
La Feria del libro y del disco vasco de Durango, creada en 1965 y de periodicidad anual, es sin duda el gran acontecimiento cultural que da a la villa especial notoriedad en todo el ámbito vascoparlante; baste señalar que en la edición de 2018 sumó más de 115 000 visitas en sus cinco días de duración. Se celebra a principios de diciembre.
En el ámbito cultural la inauguración a finales del año 1998 del centro cultural San Agustín ha dotado a Durango de un espacio en el que acoger espectáculos en vivo de gran calidad. Sus montajes de teatro, danza y música reciben visitantes cada fin de semana. Un buen complemento es la escuela de música Bartolomé Ertzilla, centro en el que estudian centenares de durangueses.
El Museo de Arte e Historia de Durango, muy cerca del citado Kultur Gunea (centro cultural), exhibe objetos históricos y artísticos. Inaugurado en 1986 en el palacio Etxezarreta, un edificio del siglo XVIII, en fecha reciente sus interiores han sido remozados, incorporando iluminación Led entre otras mejoras. El museo conserva objetos variopintos que ilustran la historia de Durango así como una gran maqueta que recrea el aspecto de la villa en el siglo XV. Cuenta así mismo con una colección artística que incluye grabados de Eduardo Chillida y de Los Caprichos de Goya, un bodegón de Alfredo Alcaín y arte vasco: Darío de Regoyos, Manuel Losada, Aurelio Arteta, Rafael Ruiz Balerdi, José Luis Zumeta, Mari Puri Herrero, Agustín Ibarrola, Andrés Nagel... Además el museo celebra exposiciones de pintura, escultura y fotografía, mayormente de autores actuales; los nuevos artistas durangueses tienen en este centro un trampolín para mostrar su talento. En los últimos años el centro está ganando notoriedad y afluencia de visitas (unas 17 000 en 2019) en parte gracias a exposiciones temporales con grabados de grandes maestros como Pablo Picasso, Salvador Dalí, Eduardo Chillida o Alberto Durero.
El archivo histórico de propiedad municipal se custodió durante años en el citado museo, pero actualmente se halla en un edificio de nueva construcción (biblioteca Bizenta Mogel) en la calle Conventos, 8.
La villa cuenta con un segundo museo, más reducido y centrado en la cruz de Kurutziaga: el Museo Kurutzesantu, que alberga dicho monumento pétreo así como la Oficina de Turismo.
Entre los grupos de teatro se encontrarían Karrika antzerki taldea, Atara Zarata antzerki taldea y Gora ta gora antzerki taldea. Existirían los grupos de danza Kriskitin, Tronperri y Txoritxu alai.
Durango cuenta con su propio orfeón, El Orfeón Durangués. Un coro que data de 1882, siendo uno de los más antiguos del país. 

### Lengua
En Durango, además del español o castellano se habla la variedad vizcaína del euskera con la característica propia de la comarca. En 1869, L. L. Bonaparte, clasificó a esta localidad en el subdialecto occidental y variedad de Guernica.
Comparativa:
Año 1996
- Total: 22 821
- Vascófonos: 7218
- Bilingües de origen: 949
- Neovascófonos: 1930
- Neovascófonos parciales: 2922
- Parcialmente castellanizados: 905
- Totalmente castellanizados: 248
- Castellanófonos: 8649

Año 2001
- Total: 23 600
- Vascófonos: 6604
- Bilingües de origen: 1321
- Neovascófonos: 3856
- Neovascófonos parciales: 959
- Parcialmente castellanizados: 226
- Totalmente castellanizados: 864
- Castellanófonos: 7877

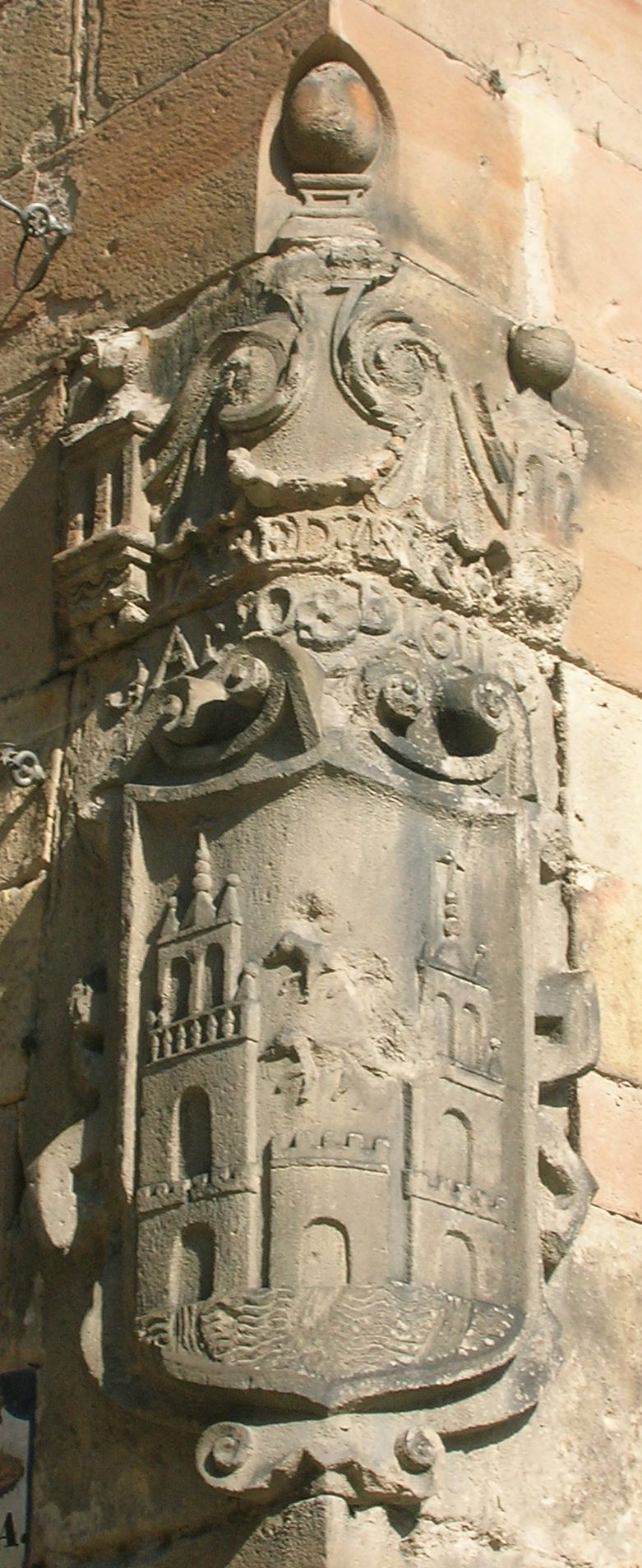
Escudo de la villa de Durango, fechado en 1611

Fuente: Departamento de Cultura (Viceconsejería de Política Lingüística del Gobierno Vasco); EUSTAT. II Mapa sociolingüístico; Censos de Población y Viviendas.

### Monumentos y lugares de interés

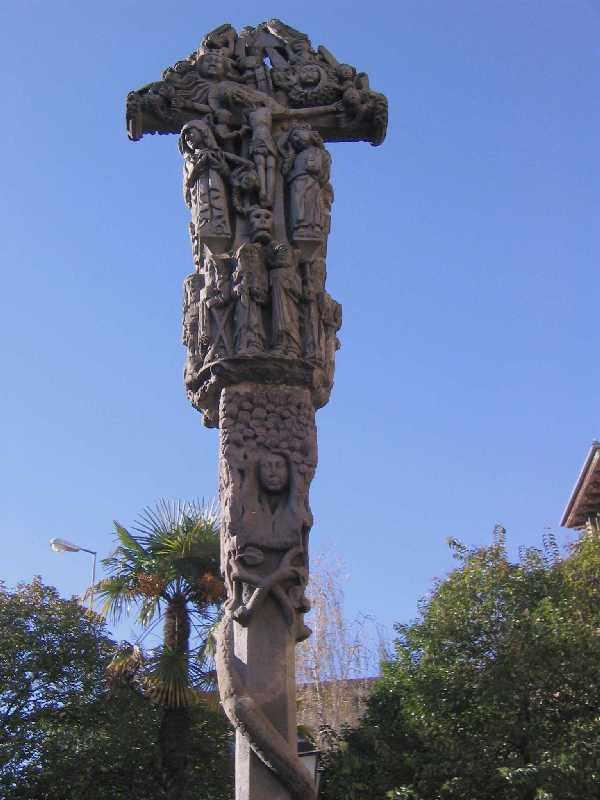
La Cruz de Kurutziaga, en su anterior ubicación al exterior. Actualmente se custodia en el Museo Kurutzesantu

El patrimonio monumental de Durango fue mermado por el descontrol urbanístico de décadas pasadas. Destaca el casco histórico que guarda todavía la estructura medieval con tres calles longitudinales y una transversal, en los extremos se hallan las iglesias de Santa María de Uríbarri y Santa Ana.
Aparte de sus muestras arquitectónicas, destacan dos monumentos urbanos, obras escultóricas concebidas para su exhibición pública:
- El Ídolo de Mikeldi, de origen prerromano representa un animal cuadrúpedo. No se tiene idea de su significado. Es una pieza escultórica hallada en Durango en 1864 y la obra original se encuentra en el Museo Arqueológico, Etnográfico e Histórico Vasco, en Bilbao. En Durango, el parque de Ezkurdi acogía la réplica de esta pieza hasta su remodelación. En la actualidad esta réplica se encuentra en la calle Mikeldi de Durango.
- La Cruz de Kurutziaga, de finales del siglo XV, es un magnífico ejemplar de cruz de término de estilo gótico (barroquismo gótico), que representa el árbol de la cruz. Movido de su ubicación original se ha trasladado a la ermita de la Veracruz acondicionada como Museo Kurutzesantu, situada en la misma calle.

#### Arquitectura civil

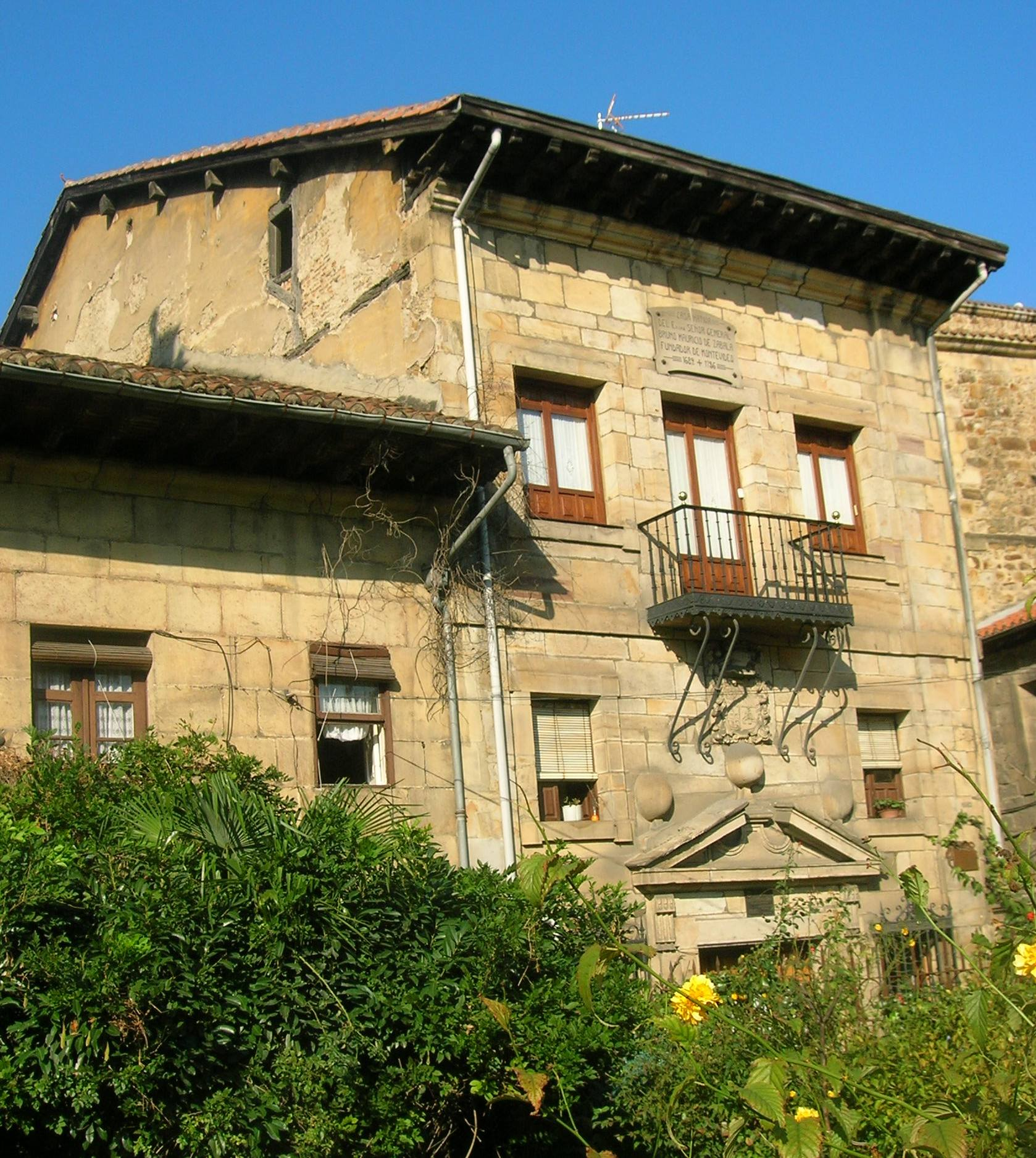
Palacio Zabala

- Torre de Lariz. Muy reformada y deteriorada hasta su restauración en 2007-2009. En su fachada destaca una serie de canecillos esculpidos (para apoyo de un balcón o voladizo) y unas ventanas ojivales. Se estima que fue en este edificio donde en 1483 pernoctó Isabel la Católica cuando juró los fueros de Vizcaya y de la Merindad de Durango. Fue sede de la Oficina de Turismo hasta que ésta se trasladó al Museo Kurutzesantu; actualmente la torre es sede de Andragunea, espacio para la mujer y la igualdad.
- Arco de Santa Ana. Es la única puerta que queda de las antiguas murallas. Fue construido en 1566 y restaurado en 1744; en 2017 fue sometido a una limpieza. Es de estilo barroco. Ostenta el escudo imperial por una cara, y una hornacina donde se exhibe una Virgen.
- Palacio de los Zabala. Casa natal de Bruno Mauricio de Zabala, fundador de Montevideo.
- Palacio de Etxezarreta. Casa solariega en donde se ubica el Museo de Arte e Historia. Es un buen ejemplo del barroco austero vizcaíno en el que se dan todas las características básicas del estilo: ordenación equilibrada de la fachada con potenciación del eje central, empleo de los materiales constructivos de forma jerarquizada, vanos regulares adintelados y pacados, jardín trasero y galería con orientación al mediodía. Este palacio, realizado sobre una planta cuadrangular y con un soberbio volumen de construcción se cubre con un tejado a cuatro aguas con alero sobre una cornisa de moldura y canes tallados con motivos vegetales y animales. Su fachada concentra todos los elementos de interés y característicos del estilo del que es ejemplo. Enmarcada entre dos pilastras cajeadas que sobrepasan la cubierta convirtiéndose en pináculos, se ordena en retículas simétricas de cinco ejes de vanos y en cuatro alturas separadas por molduras impostas. El vano central queda roto y sin ventanas o balcones; en él se ubica, en la planta baja, el acceso principal sobre el que se ha pintado un reloj de sol. La entrada está definida por molduras mixtilíneas con orejas y patas, y a la altura del tercer piso se halla el gran escudo heráldico. En la planta tercera hay un gran balcón de hierro forjado al que se abren dos vanos puerta definidos, como el reto de los vanos, por molduras baquetonadas con orejetas y patas. El balcón se apoya en un gran mensulón.
- Casa consistorial. De estilo clásico e influencia napolitana, destacan sus fachadas totalmente pintadas con historias al fresco, realizadas en 1772. Tiene un cierto aire napolitano, de los artistas de Carlos III. Fue restaurado en la segunda mitad del siglo XX recuperando las pinturas que habían sufrido en el bombardeo de 1937.
- Palacio Garai, de estilo ecléctico francés, antigua biblioteca municipal, así como el Palacio Cuadra recientemente rehabilitado, ambos en el barrio de Kurutziaga.
- Ferrería de Aranakoa conjunto industrial hidráulico situado en Tabira, documentado al menos en 1489 y en funcionamiento ininterrumpido hasta los primeros años del siglo XXI.[12]
- Monolito en memoria a las personas represaliadas por el franquismo por su opción sexual, que fue el primer monumento conmemorativo con este motivo que se erigió en España.[13]

#### Arquitectura religiosa

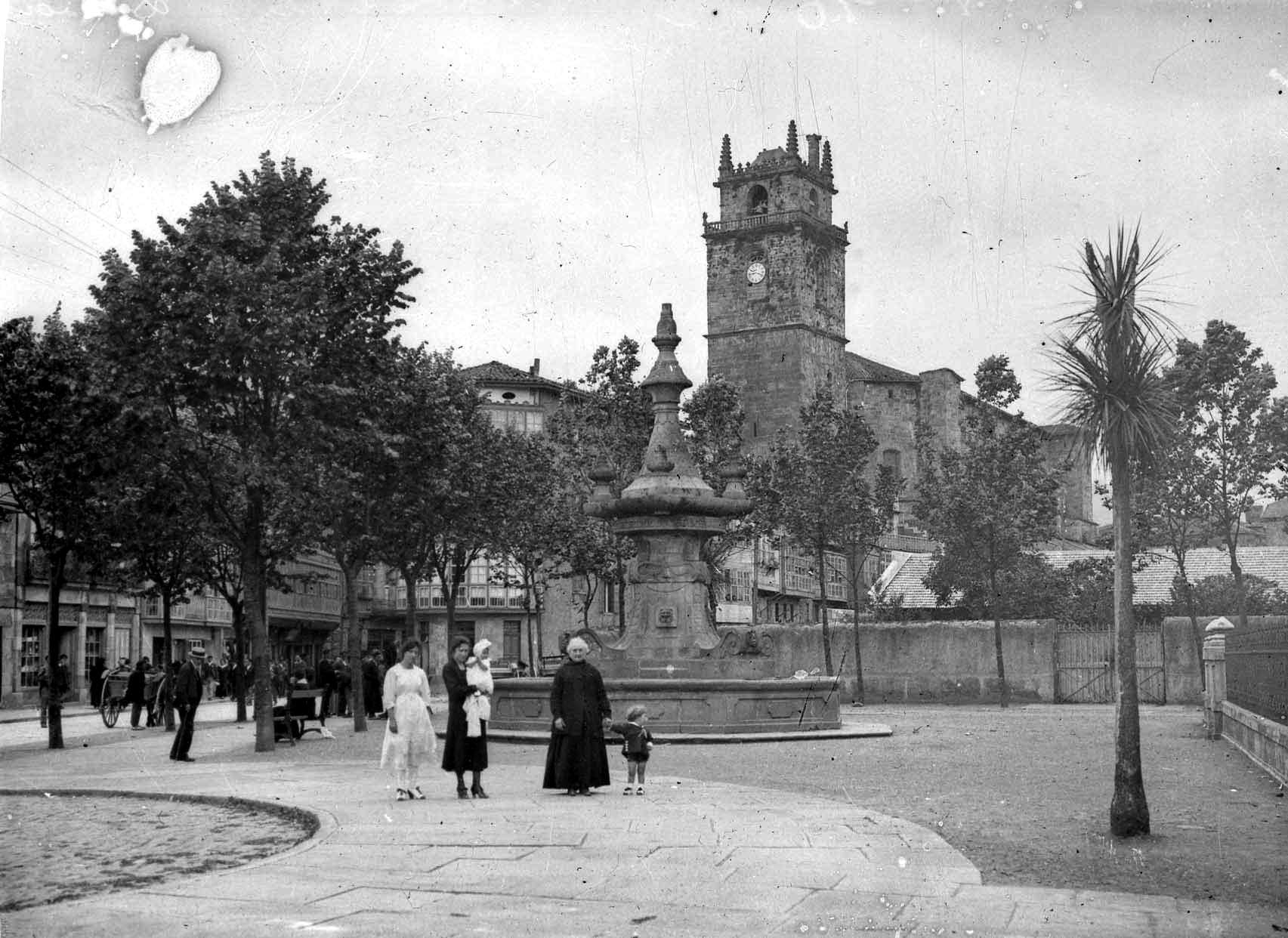
Kurutziaga con la basílica de Santa María al fondo, hacia 1930. Foto: Indalecio Ojanguren.

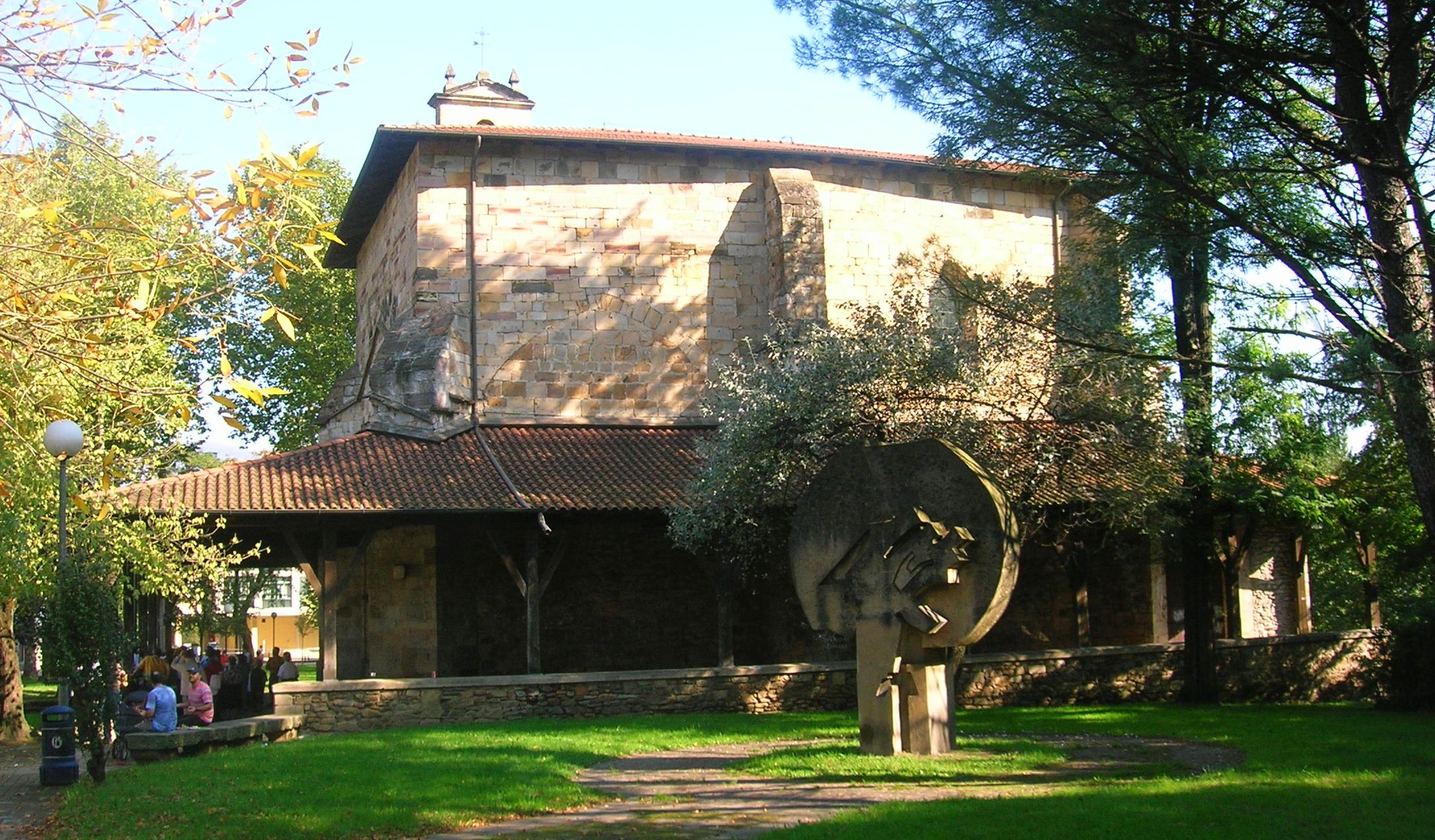
Iglesia de San Pedro de Tabira; en el jardín se distingue una estela de piedra esculpida por Nestor Basterretxea.

- Santa María de Uríbarri. La basílica de Santa María fue construida adosada a la torre de Arandoño que se utilizó como campanario. Data del siglo XIV y es fundamentalmente de estilo gótico al que se le superponen elementos renacentistas. Sus retablos y demás elementos se han ido restaurando en los últimos años. Su inmenso pórtico con cubierta de madera y sin columnas, el más grande de su especie en Europa, se apoya en enormes vigas curvas según viejas técnicas de construcción naval, data del siglo XVIII. Sirve para muy diversas actividades realizadas a cubierto. En el interior destaca el coro elevado que se ubica a los pies de la nave; apoyado sobre un gran arco escarzano, su estética gótica contrasta con el clasicismo que lo rodea. Hubo de preservarse cuando el templo medieval fue remodelado al gusto romano.
- Parroquia de Santa Ana, de planta herreriana y con tres naves fue construida en el siglo XV. Sufrió reformas muy profundas entre los años 1720 y siguientes.

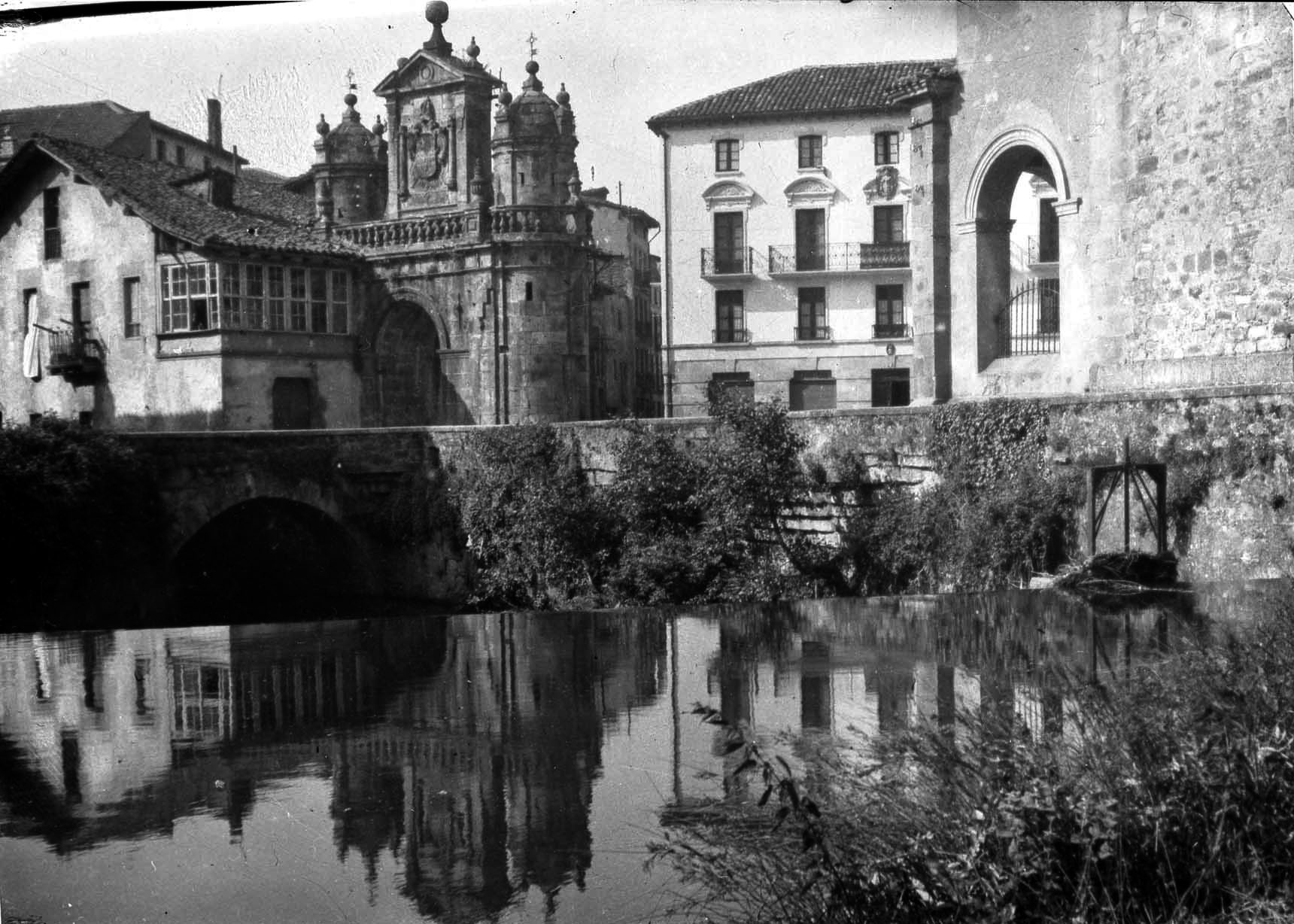
Parroquia de Santa Ana tomada por Indalecio Ojanguren en 1930.

- Iglesia de San Pedro de Tabira, con fama de ser la más antigua del territorio histórico. El primer núcleo de población de Durango se estableció en torno a la ermita de San Pedro de Tabira. Es de planta rectangular y tiene elementos románicos y góticos. Se trata de un templo muy querido por los durangueses, que fue reedificado en el siglo XVI.
- Antiguo convento de San Agustín fundado por la orden agustiniana se ubicó en los arrabales de la villa ya fuera de las murallas en la otra orilla del río.  Construido en 1662 por los agustinos, que llevaban en Durango desde 1584, gracias al legado de Domingo de Garro, caballero de la Orden de Calatrava. Está conformado por iglesia aneja a los edificios conventuales que se sitúan alrededor de un patio. El decretó del 18 de agosto de 1809 de José I Bonaparte pone fin a su utilización monacal, pasando a depender del concejo. En él se instaló un hospital y, posteriormente, una residencia de ancianos sin que se afectara mucho el edificio original. A finales del siglo XX se reconvierte la iglesia en equipamiento cultural creándose San Agustín Kultur Gunea, con una sala destinada a representaciones escénicas con una capacidad de 300 butacas. La obra se debe al cantero eibarrés Juan de Ansola quien ya había trabajado en Santa María de Uribarri. El interior está concebido por el sistema de reparto de los espacios bajomedieval castellano, mientras que el exterior es del barroco contenido propio de la zona. Junto a Juan de Ansola trabajó su cuñado Martín de Garatechea. Las obras se detuvieron durante 20 años a causa de un pleito y fueron retomadas por Martín de Olaguibel en 1682 y finalizadas en 1685. El conjunto iglesia-convento constituye un recio edificio que brinda su fachada principal a la calle. En ella destaca el considerable balcón abacial con forja sobre la entrada principal sobre el que se ubica el escudo de armas. Las leves trazas barrocas se hacen notar en la puerta principal, adintelada con moldurada entre pilastras, con friso de glifos y frontón avolutado encima. El interior es austero realizado con arcos de medio punto que se asientan sobre capiteles y pilastras lisas junto a arcos fajones y claves sin ornamento alguno. La iglesia se ubica en la parte izquierda, abriendo una galería de arcada con arcos de medio punto sobre la que se asienta el coro por la cual se accede, sobre ella, en una hornacina, la imagen de San Agustín. Está distribuida en nave de tres tramos con capillas alojadas bajo los contrafuertes que la conforman, a los pies se alza el coro alto situado sobre el zaguán de acceso. Es un templo tipo "reyes católicos" tiene el crucero de brazos alineados y capilla rectangular. Su tramo central se cubre al estilo barroco con una cúpula de media naranja hecha de albañilería, mientras que la nave principal se hace con bóvedas de crucería estrellada y el resto de crucería simple, al estilo gótico. Tras la amortización se vendió el patrimonio mueble, el retablo mayor, de estilo rococó, realizado en madera de nogal sin policromar, se conserva en la iglesia de San Pedro de Dima.[14]

### Fiestas
Las fiestas del santo patrón de Durango, San Fausto, se celebran en torno al día 13 de octubre. Numerosas actividades se ponen en marcha el día 11 de octubre, víspera del día del Pilar.
Los Sanfaustos durangueses comenzaron a adquirir su importancia actual cuando la villa dejó de celebrar la festividad de San Antonio, el día 13 de junio. A partir de entonces, la esencia de las fiestas de San Fausto fue tomando cada año más vigor. Además de esta señalada festividad, los demás barrios que componen el término municipal también tienen sus propias fiestas. Hay otras fiestas menores, correspondientes a cada barrio.
Estos son los barrios-zona donde se celebran algunas fiestas menores destacadas:
- Magdalena
- Barrio Matadero-San Roque, 1 de mayo y 16 de agosto San Roque.
- Juan de Itziarko, 25 de julio
- Goienkale
- Kalebarria
- Murueta torre
- Tabira
- Barrio San Fausto

Otra fiesta arraigada en la comunidad es la fiesta de Nuestra Señora de Herdoiza, que se celebra el 8 de septiembre.

#### El carnaval
El carnaval en Durango llegó a tener mucha relevancia que ha perdido después de la dictadura franquista. Los carnavales comenzaban en la villa el domingo anterior al carnaval. Ese día, conocido con el nombre de basokoipetsu o txitxiburduntxi, se solía acudir al campo con los amigos o familia a merendar a base de chorizo y otros productos de la matanza asados en una hoguera. Esta costumbre se sigue manteniendo dentro de los programas escolares.
Los días de carnaval tienen su propia denominación; en Durango se llaman eguenzuri (jueves blanco o jueves gordo), bariku argi (viernes luminoso), zapatu erregular (sábado regular), domeka karnabal (domingo de carnaval), astelen karnabal (lunes de carnaval) y martitzen karnabal (martes de carnaval).
El eguenzuri se publicaba o se leía el bando municipal en el cual se recordaban algunas prohibiciones y buenas costumbres que debían de respetarse durante las fiestas. Después de misa mayor la banda de tambolideros hacía un pasacalles tocando el zortziko carnaval y se corría un toro en sokamuturra (esto es atado por el morro). En la tarde del jueves Gordo se hacía una romería a la que acudían todas las autoridades y en las que se realizaban diferentes bailes, entre ellos el aurresku y el arin-arin en los que participaban los vecinos disfrazados y las autoridades. Los más jóvenes recorrían las calles de la villa pidiendo dinero o viandas e interpretando los versos, denominados versos de eguenzuri. Lo recogido servía para realizar una merienda.
El domingo de carnaval era el siguiente día festivo después del jueves. Las cuadrillas solían buscar financiación para sus actos mediante la cuestación de recursos a cambio de cantar versos. El programa era similar al del jueves: pasacalles, sokamuturra y romería. El lunes, que también era festivo, se sacaba la comparsa del oso, costumbre extendida en el país, y se seguía un programa similar al de los días anteriores. El martes de carnaval era el día grande de las fiestas. Solían salir cabalgatas de mozos disfrazados; por ejemplo los surandis que llevaban albarcas y calzones de pastor, con cencerros en la cintura y un careta con una gran nariz. Iban corriendo por las calle pisando los charcos para mojar al público que se concentraba en las aceras y pegarles con un chaleco que llevaban a modo de tralla. El día acababa después de la romería y el toque de oración. Una vez terminada la oración la cuadrilla de tambolitros comenzaban un pasacalles de retirada que recorría las tabernas informando a la gente del fin de la fiesta. Los tamboliteros y demás personal que había colaborado en la fiesta recibían una gratificación que se componía de vino dulce y galletas, luego el alguacil anunciaba mediante cohetes el fin de la misma.
Como en el caso del comienzo de las fiestas de carnaval en las que se adelantaba el domingo anterior, el del txitxiburduntxi, en la finalización sucedía lo mismo, la fiesta se extendía al miércoles de ceniza en el que se realizaba el entierro de la sardina.

### Deporte
Los servicios deportivos de Durango están organizados alrededor de «Durango Kirolak», el organismo público dependiente del ayuntamiento que gestiona las instalaciones deportivas municipales, y los diferentes clubes deportivos como:
- Tabirako Saskibaloia club de baloncesto de la localidad.
- Durango Rugby Taldea club de rugby de la localidad.
- Cultural de Durango club de fútbol de la localidad.
- Durangoko Txirrindulari elkartea ciclismo.
- Alpino Tabira Mendizale Taldea montaña y escalada.
- Bidezabal Durango Atletismo Taldea club de atletismo desde 1982.
- Ezkurdi Kirol Taldea club de fútbol de la localidad.
- Anbotopeko. Club de baloncesto
- Durango Kirol Taldea club de atletismo de la localidad.
- Mendibeltz Kirol Taldea club de fútbol sala de la localidad.
- Club Deportivo Sasikoa club de fútbol sala de la localidad.

## Ciudades hermanadas
- Durango, México
- Durango, Estados Unidos
- Vladivostok, Rusia
- Dresde, Alemania
- Kobane, Siria
- Montevideo, Uruguay[16]